# Beinn an Dothaidh
Beinn an Dothaidh (gael. Beinn an Dòthaidh) – szczyt w paśmie Bridge of Orchy, w Grampianach Centralnych. Leży w Szkocji, w regionie Argyll and Bute. 